# Rom (Alemania)
Para otros usos, véase: Rom.
Rom es un municipio situado en el distrito de Ludwigslust-Parchim, en el estado federado de Mecklemburgo-Pomerania Occidental (Alemania).

## Localización
Situado a una altitud de 58 metros. Su población a finales de 2016 era de 789 habs. y su densidad poblacional, 23 hab/km².